# Stowarzyszenie Kapłanów Świeckich Miłości Apostolskiej
Stowarzyszenie Kapłanów Świeckich Miłości Apostolskiej (łac. Unio Sacerdotum Saecularium Charitatis Apostolicae), zwane także charystami – stowarzyszenie kapłańskie, mające na celu pogłębianie swojej duchowości oraz organizowanie życia diecezjalnego. Istniało w latach 1921–1939. Należał do niego m.in. kard. bł. Stefan Wyszyński.

## Historia
Propozycja założenia takiego stowarzyszenia na ziemiach polskich pojawiła się podczas wiecu duchowieństwa diecezji włocławskiej we wrześniu 1906 roku. Miałoby ono wzorować się na stowarzyszeniu Institutum Sacerdotum Saecularium in Communi Viventium, założonym przez księdza Bartholomäusa Holzhausera w XVII wieku. Najprawdopodobniej przez decyzję zaborców o zaostrzeniu przepisów dotyczących zgromadzeń pomysł nie został zrealizowany.
Jednak w latach 1913–1914 pomysł odnowili ks. Antoni Bogdański i ks. Władysław Korniłowicz, studenci Uniwersytetu we Fryburgu. Po powrocie do Polski zaczęli się organizować, ks. Korniłowicz w 1917 roku zaczął zrzeszać kapłanów z Warszawy, a ks. Bogdański we Włocławku, gdzie w 1919 roku założył nieformalne stowarzyszenie kapłańskie, do którego tworzenia od 1920 roku przyłączył się ks. Korniłowicz.   
16 lipca 1921 roku jedenastu księży z różnych diecezji złożyło swoje przyrzeczenia, a biskup włocławski Stanisław Zdzitowiecki zatwierdził pierwszy zarząd i pierwsze konstytucje Stowarzyszenia Kapłanów Świeckich Miłości Apostolskiej. W 1926 roku struktury charystów istniały w pięciu diecezjach: włocławskiej, warszawskiej, wileńskiej, płockiej i lubelskiej. W 1936 roku stowarzyszenie liczyło 52 członków w całej Polsce. Zostało rozwiązane przez wybuch II Wojny Światowej i nigdy oficjalnie nie zostało wznowione. Jednymi z misji jakie prowadzili było kształcenie organistów w szkole salezjańskiej w Oświęcimiu lub prowadzenie internatu z kaplicą dla młodzieży gimnazjalnej w Kaliszu. 
Hasłem Stowarzyszenia było „Caritas Christi urget nos”, co w tłumaczeniu z łaciny oznacza „Przymusza nas miłość Chrystusa”.

## Struktura organizacyjna
Do 1927 roku struktura zarządu była jednolita, władzę wybierano na walnym zjeździe, a organ rządzący składał się z Rady Generalnej (sprawy organizacyjne), komisji rewizyjnej i komisji skarbowej. Władzę ustawodawczą miał walny zjazd członków. Zarząd nad strukturami w konkretnej diecezji miał moderator diecezjalny. Od 1927 roku wprowadzono strukturę dwustopniową, tzn. na poziomie diecezji działa stowarzyszenie z zarządem, a stowarzyszenia diecezjalne tworzą ogólnokrajowy związek. 

## Lista członków
Mimo że charyści nie prowadzili swojej działalności bardzo jawnie, to istnieje lista zidentyfikowanych członków, stworzona przez księdza Kazimierza Rulkę, włocławskiego dyrektora seminaryjnej biblioteki i badacza dziejów Diecezji włocławskiej. Są na niej m.in.:
- ks. Stefan Wyszyński (późniejszy kardynał i prymas Polski, błogosławiony Kościoła katolickiego, w stowarzyszeniu sekretarz generalny oraz redaktor "Charistas Christi", czasopisma charystowskiego)
- ks. Antoni Bogdański (prezes w latach 1921–1925)
- ks. Władysław Korniłowicz
- ks. Ludwik Wasilkowski
- ks. Franciszek Krupa (Korszyński) (późniejszy biskup sufragan włocławski, w stowarzyszeniu prezes w latach 1925–1939)
- ks. Wacław Bliziński
- ks. Józef Straszewski (później błogosławiony)
- ks. Jan Adamecki
- ks. Stanisław Czajka (późniejszy biskup pomocniczy diecezji częstochowskiej)
- ks. Józef Dunaj
- ks. Karol Cieśliński (skarbnik do 1935 roku)
- ks. Stanisław Mystkowski (sekretarz kard. Kakowskiego)
- ks. Antoni Pawłowski (późniejszy biskup włocławski)
- ks. Stanisław Miłkowski (moderator wileński)
- ks. Franciszek Sieczka (moderator płocki).